# Ignaz Harrer

Ignaz Harrer, 1891

Ignaz Harrer (* 19. Juli 1826 in Lambach, Oberösterreich; † 11. Juni 1905 in Salzburg) war ein österreichischer Jurist und Politiker. Er war Bürgermeister der Stadt Salzburg sowie Abgeordneter zum Salzburger Landtag.

## Biographie
Ignaz Harrer kam nach dem Vorunterricht im Stift Lambach 1838 nach Salzburg. In der damaligen Kreishauptstadt des Landes Österreich ob der Enns besuchte er das Gymnasium und tat sich als Singknabe im Kloster Nonnberg hervor. Nach seinem Mathematik-Studium (zwei Rigorosen) an der Salzburger Universität studierte er anschließend in Wien und Innsbruck Rechtswissenschaften und promovierte 1852 an der Universität Innsbruck zum Doktor Juris.
1857 bekam Harrer ein Notariat in Zell am See, von 1860 bis 1863 war er k.k. Notar in Neumarkt am Wallersee. Daran anschließend kehrte er nach Salzburg zurück, wo er bereits 1865, nach nur zwei Jahren, in den Gemeinderat der nunmehrigen Kronlandeshauptstadt gewählt wurde und in dieser Funktion bis 1872 tätig blieb. Als Abgeordneter der Handels- und Gewerbekammer wurde er 1867 in den Salzburger Landtag berufen. Auf seinen Antrag hin befasste sich dieser im Jahr 1868 erstmals mit der Errichtung einer Salzburger Landesirrenanstalt. Die tatsächliche Eröffnung erfolgte jedoch erst 1898 – also 30 Jahre nach dem Anstoß durch Harrer. Am 19. November 1872 übernahm er das Amt des Bürgermeisters der Stadt Salzburg von seinem Vorgänger Heinrich Ritter von Mertens und übte es für drei Jahre aus. 1875 trat er als Bürgermeister zurück, gehörte aber noch bis 1896 als Abgeordneter der Liberalen dem Salzburger Landtag an.
Er war Ritter des Ordens der Eisernen Krone III. Klasse, Offizier des Großherzoglichen Toskanischen Zivildienstordens, sowie Ehrenbürger von Salzburg und Neumarkt am Wallersee.

## Wirken im Umfeld seiner Zeit
Von seinen Zeitgenossen wurde Ignaz Harrer als besonders menschenfreundlich und als gesinnungstreuer Liberaler gepriesen. Seine Menschenfreundlichkeit kam auch nach seinem Tode in zahlreichen großzügigen Legaten zum Ausdruck. Als Landtagsabgeordneter (1867–1896) setzte er sich vor allem für die Landesanstalten ein. Ein besonderes Anliegen war ihm dabei die Errichtung der Landesirrenanstalt – heute Christian-Doppler-Klinik, als deren Initiator er durch seinen bereits 1868 gestellten Antrag im Salzburger Landtag noch heute angesehen wird.
Als Bürgermeister blieb er als Reorganisator des Salzburger Schulwesens sowie als vehementer Fürsprecher des Baus der 9 km langen Fürstenbrunner Hochquellwasserleitung, die nach zweijähriger Arbeit am Ende seiner Amtszeit fertiggestellt werden konnte und mit einem Volumen von 4.000 m³ pro Tag die Stadt mit Trinkwasser versorgte, in Erinnerung. In seine Amtszeit fielen zudem die Errichtung des Schlachthofes (1873/74), die Vollendung des Oberreal- und Bürgerschulgebäudes (1873) und die Eröffnung der Gründe am rechten und linken Salzachufer zwischen der Stadt- und der Karolinenbrücke.  Zum Abschluss seiner Funktionsperiode als Bürgermeister eröffnete Ignaz Harrer im Jahr 1875 den Pavillon im Kurgarten, der fortan bis 1937 als Ausstellungsgebäude für das weltbekannte Stadtpanorama Johann Michael Sattlers und der 119 Kosmoramen dessen Sohnes Hubert diente.

## Ehrungen
Im Anschluss an seine Amtszeit wurde er am 15. November 1875 "in dankbarer Erinnerung an seine thatkräftige und wirksame Vertretung der Interessen der Stadt Salzburg... sowie in gebührender Anerkennung seiner hervorragenden Verdienste um... Salzburg durch den unter den schwierigsten Verhältnissen... mit edler Selbstaufopferung übernommene und mit... Erfolg geführte Leitung der Gemeindeverwaltung..." zum Ehrenbürger der Stadt Salzburg ernannt. Bereits zuvor wurde er auch Ehrenbürger von Seekirchen am Wallersee.
Noch zu seinen Lebzeiten erwies ihm die Stadt Salzburg eine weitere Ehre mit der Benennung der in den Jahren zwischen 1900 und 1903 angelegten Hauptstraße des wachsenden Stadtteils Lehen. Die "Ignaz-Harrer-Straße" ist heute eine der meistbefahrenen Straßen der Landeshauptstadt und führt von der Lehener Brücke in die Münchner Bundesstraße.
Nach seinem am 11. Juni 1905 erfolgten Tode erhielt er seine letzte Ruhestätte in einem Ehrengrab auf dem Salzburger Kommunalfriedhof.

## Schriften
Aufschluss über sein Wirken als Bürgermeister gab Ignaz Harrer mit einem Bericht: Die Gemeindeverwaltung der Landeshauptstadt Salzburg 1872–1875. Nach seinem Rückzug ins Privatleben gab er mit seinen selbstverfassten Aufsätzen für die Gesellschaft Salzburger Landeskunde weitere Einblicke in bestimmende Themen seiner Amtszeit.
- Die Hochquellenleitung vom Fürstenbrunnen am Untersberge in die Stadt Salzburg. In: Mittheilungen der Gesellschaft für Salzburger Landeskunde. Bd. 40, Nr. 2, 1900, ISSN 0435-8279, S. 117–154.
- Das Irrenwesen im Herzogthum Salzburg und die neue Salzburger Landesheilanstalt für Geisteskranke. In: Mittheilungen der Gesellschaft für Salzburger Landeskunde. Bd. 42, Nr. 1, 1902, S. 1–48.